# Lorenzo Bernucci
Lorenzo Bernucci (Sarzana, 15 de septiembre de 1979) es un ciclista italiano.

## Biografía

### Debut profesional
Debutó como profesional con el equipo Landbouwkrediet-Colnago en 2002.

### Fassa: una etapa en el Tour'05
En 2005 corrió en el Fassa Bortolo, de categoría UCI ProTour. Bernucci ganó esa temporada una etapa del Tour de Francia.

### T-Mobile: positivo entre escándalos
Tras su éxito, en 2006 pasó al equipo alemán T-Mobile, también ProTour, donde coincidió con ciclistas como Jan Ullrich (despedido a mitad de temporada por su implicación, posteriormente probada, en la Operación Puerto) y Andreas Klöden (segundo ese año en el Tour de Francia. 
Sin embargo, en 2007 dio positivo por una sustancia adelgazante en la Vuelta a Alemania, circunstancia que provocó su despido del conjunto germano el 4 de septiembre, en una temporada en la que el equipo fucsia se vio inmerso en diversos escándalos de dopaje (positivo de Patrik Sinkewitz y, sobre todo, la confesiones de dopaje sistemático de exciclistas de su época dorada, como Bjarne Riis y Erik Zabel) que propiciaron la marcha de su patrocinador principal (y mayor patrocinador del ciclismo) T-Mobile.
Bernucci admitió haber tomado dicha sustancia, prohibida por la AMA, durante los últimos cuatro años, alegando que no conocía que había sido incorporada a la lista de sustancias dopantes. El equipo tomó la decisión de despedirle el 4 de septiembre, ya que no había consultado a los médicos del equipo si podía utilizar dicho medicamento, violando así el código de comportamiento de la formación.
Bernucci fue sancionado con un año de suspensión por su positivo.

### Regreso
Tras cumplir su sanción, que concluyó el 3 de septiembre de 2008, reapareció con el equipo Cinelli el 6 de septiembre.
En 2009 corrió en el LPR Brakes, donde coincidió con Danilo Di Luca y Alessandro Petacchi.
En abril de 2010 encontraron sustancias prohibidas en su domicilio y, en el mes de diciembre, el CONI solicitó una suspensión de seis años. Finalmente, en febrero de 2011 fue sancionado durante 5 años. Además, algunos miembros de su familia también fueron suspendidos.

## Palmarés
2000
- Tríptico de las Ardenas
- Gran Premio della Liberazione
- 3.º en el Campeonato Mundial en Ruta sub-23

2005
- 1 etapa del Tour de Francia
- Trittico Lombardo

## Resultados en Grandes Vueltas y Campeonatos del Mundo
| Carrera         | Carrera         | 2002 | 2003 | 2004 | 2005  | 2006 | 2007 | 2008 | 2009 |
| --------------- | --------------- | ---- | ---- | ---- | ----- | ---- | ---- | ---- | ---- |
|                 | Giro de Italia  | 76.º | 71.º | —    | —     | —    | 64.º | —    | —    |
|                 | Tour de Francia | —    | —    | —    | 62.º  | —    | —    | —    | —    |
|                 | Vuelta a España | —    | —    | —    | 86.º  | Ab.  | Ab.  | —    | —    |
| Mundial en Ruta | Mundial en Ruta | —    | —    | —    | 108.º | —    | —    | —    | —    |

—: no participa
Ab.: abandono

## Equipos
- Landbouwkrediet-Colnago (2002-2004)
- Fassa Bortolo (2005)
- T-Mobile (2006-2007)
- Cinelli (2008)
- LPR Brakes-Farnese Vini (2009)
- Lampre-Farnese Vini (2010)